# 羅季翁·季亞琴科
罗季翁·謝爾蓋耶維奇·季亚琴科（俄语：Родион Сергеевич Дьяченко，1983年9月22日—）一般称作罗德·季亚琴科（Rod Dyachenko），生于格奧爾吉耶夫斯克, 蘇聯 ，俄羅斯职业足球运动员，现效力于美國職業足球大聯盟球会華盛頓聯隊。